# Empoasca dactylatula
Empoasca dactylatula är en insektsart som beskrevs av Young 1953. Empoasca dactylatula ingår i släktet Empoasca och familjen dvärgstritar. Inga underarter finns listade i Catalogue of Life.